# ماري كرونوبولو
ماري كرونوبولو (باليونانية: Μαίρη Χρονοπούλου)‏ (16 يوليو 1933 - 6 أكتوبر 2023)، هي ممثلة سينمائية يونانية. كانت إحدى الممثلات الأكثر شعبية في ستينيات القرن العشرين. لعبت دور البطولة في العديد من الأفلام، وهي إحدى الشخصيات الرئيسية في المسرح اليوناني الحديث.

## حياتها
ولدت ماري كرونوبولو في أثينا في 16 يوليو 1933. توفيت كرونوبولو بسبب مضاعفات ناجمة عن سقوط في 6 أكتوبر 2023، عن عمر ناهز التسعين.

## الجوائز
- جائزة أفضل ممثلة عن فيلم «أطفال السنونو».[5]

## روابط خارجية
- ماري كرونوبولو في قاعدة بيانات الأفلام على الإنترنت